# Cedar Rapids (Iowa)
Cedar Rapids és una població dels Estats Units a l'estat d'Iowa. Segons el cens del 2008 tenia 128.056 habitants.

## Demografia
Segons el cens del 2000, Cedar Rapids tenia 120.758 habitants, 49.820 habitatges, i 30.838 famílies. La densitat de població era de 738,4 habitants per km².
Dels 49.820 habitatges en un 29,9% hi vivien nens de menys de 18 anys, en un 48,4% hi vivien parelles casades, en un 10% dones solteres, i en un 38,1% no eren unitats familiars. En el 30,2% dels habitatges hi vivien persones soles el 9,7% de les quals corresponia a persones de 65 anys o més que vivien soles. El nombre mitjà de persones vivint en cada habitatge era de 2,36 i el nombre mitjà de persones que vivien en cada família era de 2,96.
Per edats la població es repartia de la següent manera: un 24,5% tenia menys de 18 anys, un 10,8% entre 18 i 24, un 30,7% entre 25 i 44, un 20,9% de 45 a 60 i un 13,1% 65 anys o més.
L'edat mediana era de 35 anys. Per cada 100 dones de 18 o més anys hi havia 92,1 homes.
La renda mediana per habitatge era de 43.704 $ i la renda mediana per família de 54.286 $. Els homes tenien una renda mediana de 37.217 $ mentre que les dones 26.251 $. La renda per capita de la població era de 22.589 $. Entorn del 4,9% de les famílies i el 7,5% de la població estaven per davall del llindar de pobresa.

## Poblacions més properes
El següent diagrama mostra les poblacions més properes.

## Persones notables
- Carl Van Vechten, fotògraf.
- Elijah Wood, actor.